# Mana Mamuwene
Mana Mamuwene (Congo Belga, 10 de octubre de 1947) es un exfutbolista de la República Democrática del Congo que jugaba en la posición de centrocampista.

## Carrera

### Club
| Periodo   | Club          |
| --------- | ------------- |
| 1965-1973 | Sanga Balende |
| 1974-1980 | CS Imana      |

### Selección nacional
Jugó para Zaire en 20 ocasiones de 1972 a 1974, ganó la Copa Africana de Naciones 1974 y participó en la copa Mundial de Fútbol de 1974.

## Logros

### Club
- Linafoot (2): 1974, 1978
- Copa de Zaire (2): 1974, 1978

### Selección nacional
- Copa Africana de Naciones (1): 1974